# Na gorącym uczynku
Na gorącym uczynku (ang. Caught) – powieść amerykańskiego pisarza Harlana Cobena, która ukazała się w 2010 roku. W Polsce wydana po raz pierwszy w 2011 roku.

## Fabuła
Haley McWaid jest nastoletnią, wzorową uczennicą. Pewnego dnia nie wraca ze szkoły i jej rodzice rozpoczynają poszukiwania. Trzy miesiące później, gdy śledztwo nie przynosi efektów rodzina jest przygotowana na najgorsze. Tymczasem pracownik opieki społecznej Dan Mercer zostaje przyłapany przez dziennikarkę na uprawianiu seksu z nastolatką. Zostaje jednak uniewinniony przez sąd. Były szeryf Ed Grayson postanawia dokonać samosądu.

## Wyróżnienia
- Nominacja do Nagrody im. Edgara Allana Poego (2011)[4]